# Hipismo nos Jogos Olímpicos de Verão de 1968
O hipismo nos Jogos Olímpicos de Verão de 1968 foi realizado na Cidade do México, no México, com seis eventos disputados no adestramento, concurso completo de equitação (CCE) e salto.

## Adestramento individual
| Pos. | País                     | Atletas          | Cavalos |
| ---- | ------------------------ | ---------------- | ------- |
|      | União Soviética (URS)    | Ivan Kizimov     | Ikhor   |
|      | Alemanha Ocidental (FRG) | Josef Neckermann | Mariano |
|      | Alemanha Ocidental (FRG) | Reiner Klimke    | Dux     |

## Adestramento por equipe
| Pos. | País                     | Atletas                                             | Cavalos                   |
| ---- | ------------------------ | --------------------------------------------------- | ------------------------- |
|      | Alemanha Ocidental (FRG) | Josef Neckermann Reiner Klimke Liselott Linsenhoff  | Mariano Dux Piaff         |
|      | União Soviética (URS)    | Elena Petushkova Ivan Kizmov Ivan Kalita            | Pepel Ikhor Absent        |
|      | Suíça (SUI)              | Henri Chammartin Marianne Gossweiler Gustav Fischer | Wolfdietrich Stephan Wald |

## CCE individual
| Pos. | País                 | Atletas        | Cavalo    |
| ---- | -------------------- | -------------- | --------- |
|      | França (FRA)         | Jean Guyon     | Pitou     |
|      | Grã-Bretanha (GBR)   | Derek Allhusen | Lochinvar |
|      | Estados Unidos (USA) | Michael Page   | Foster    |

## CCE por equipe
| Pos. | País                 | Atletas                                     | Cavalos                            |
| ---- | -------------------- | ------------------------------------------- | ---------------------------------- |
|      | Grã-Bretanha (GBR)   | Derek Allhusen Richard Meade Reuben Jones   | Lochinvar Cornishman V The Poacher |
|      | Estados Unidos (USA) | James Wofford Michael Page John Plumb       | Kilkenny Foster Plain Sailing      |
|      | Austrália (AUS)      | Brian Cobcroft Wayne Roycroft Bill Roycroft | Depeche Zhivago Warrathoola        |

## Salto individual
| Pos. | País                 | Atletas            | Cavalos    |
| ---- | -------------------- | ------------------ | ---------- |
|      | Estados Unidos (USA) | William Steinkraus | Snowbound  |
|      | Grã-Bretanha (GBR)   | Marion Coakes      | Stroller   |
|      | Grã-Bretanha (GBR)   | David Broome       | Mr. Softee |

## Salto por equipe
| Pos. | País                     | Atletas                                                    | Cavalos                             |
| ---- | ------------------------ | ---------------------------------------------------------- | ----------------------------------- |
|      | Canadá (CAN)             | Jim Day Gayford Thomas James Elder                         | Canadian Club Big Dee The Immigrant |
|      | França (FRA)             | Jean Marcel Rozier Janou Lefèvre Pierre Jonquères d'Oriola | Quo Vadis Rocket Nagir              |
|      | Alemanha Ocidental (FRG) | Hermann Schridde Alwin Schockemöhle Hans Winkler           | Dozent Donald Rex Enigk             |

## Quadro de medalhas do hipismo
| Ordem | País                   | Medalha de ouro | Medalha de prata | Medalha de bronze | Total |
| ----- | ---------------------- | --------------- | ---------------- | ----------------- | ----- |
| 1     | GBR Grã-Bretanha       | 1               | 2                | 1                 | 4     |
| 2     | FRG Alemanha Ocidental | 1               | 1                | 2                 | 4     |
| 3     | USA Estados Unidos     | 1               | 1                | 1                 | 3     |
| 4     | FRA França             | 1               | 1                | 0                 | 2     |
| 4     | URS União Soviética    | 1               | 1                | 0                 | 2     |
| 6     | CAN Canadá             | 1               | 0                | 0                 | 1     |
| 7     | AUS Austrália          | 0               | 0                | 1                 | 1     |
| 7     | SUI Suíça              | 0               | 0                | 1                 | 1     |